# داني فرانس
داني فرانس (بالإنجليزية: Danny Vranes)‏ مواليد 29 أكتوبر 1958 في سالت ليك، هو لاعب كرة سلة أمريكي سابق. بدأ مسيرته الاحترافية في سنة 1981. تم اختياره من قبل فريق سياتل سوبرسونيكس خلال الدرافت. يبلغ طوله 6 قدم 7 بوصة (2.0 م). حقق المركز الأول في دورة الألعاب الأمريكية 1979. اعتزل اللعب في 1992. أحرز خلال مسيرته في الإن بي إيه 2613 نقطة بمعدل 5.1 نقاط في المباراة الواحدة.

## المسيرة الاحترافية
لعب مع سياتل سوبرسونيكس من سنة 1981 إلى 1986، ثم لعب مع فيلادلفيا سفنتي سيكسرز من سنة 1986 إلى 1988، ثم لعب مع نادي إيه إي كي لكرة السلة في موسم 1988–1989، ثم لعب مع بالاكانسترو فاريزي في الدوري الإيطالي في سنة 1992.

## الميداليات
| الميدالية | المسابقة                    |
| --------- | --------------------------- |
| ذهبية     | دورة الألعاب الأمريكية 1979 |

## روابط خارجية
- داني فرانس على موقع إن بي أي (الإنجليزية)
- داني فرانس على موقع سبورتس رفرنس (الإنجليزية)
- داني فرانس على موقع كلية كرة السلة في سبورتس رفرنس.كوم (الإنجليزية)
- داني فرانس على موقع ريلجم (الإنجليزية)
- داني فرانس على موقع بروبوليرز (الإنجليزية)